# Tricase
Tricase è un comune italiano di 16 861 abitanti della provincia di Lecce in Puglia.

## Geografia fisica

### Territorio

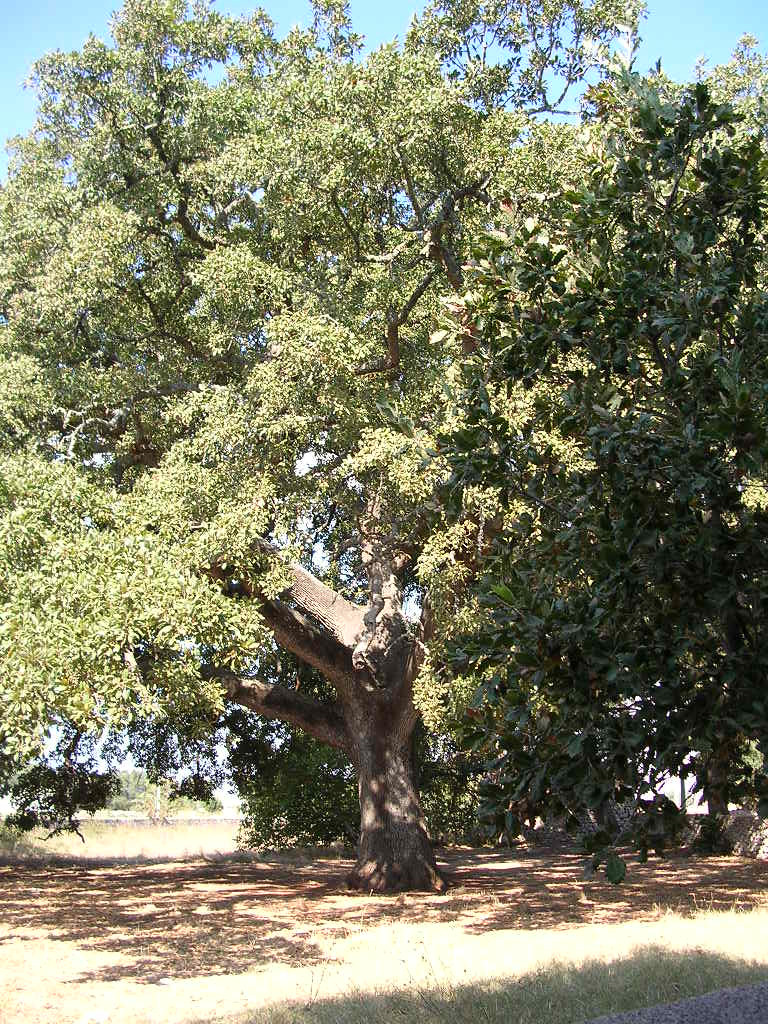
Quercia dei Cento Cavalieri

Il territorio del comune di Tricase, che occupa una superficie di 42,64 km² nella parte meridionale della provincia di Lecce, rientra nelle Serre salentine, così dette per via delle modeste formazioni collinari che ne costituiscono la fisionomia orografica. Nell'insieme il territorio è prevalentemente pianeggiante; l'altimetria è compresa tra i 0 e i 135 metri sul livello del mare. Il territorio comunale insiste su sabbioni pliocenici (carparo), che si estendono a sud verso la Masseria del Mito, e ad est e a sud, dove si addossano al calcare compatto, risalente all'Eocene, della Serra di Caprarica del Capo. Inoltre presso la frazione di Lucugnano si trovano sabbie argillose di colore giallo che hanno favorito lo sviluppo della lavorazione della terracotta, peraltro attività di rilievo nell'economia locale.
Dall'ottobre 2006 parte del suo territorio (3,84 km²) rientra nel parco Costa Otranto - Santa Maria di Leuca e Bosco di Tricase, istituito dalla regione Puglia allo scopo di salvaguardare la costa orientale del Salento, ricca di pregiati beni architettonici e di importanti specie animali e vegetali. Di particolare interesse naturalistico sono le querce vallonee, esemplari di alberi unici in tutta l'Europa occidentale, esistenti solo nel Salento e nei Paesi Balcanici. Il litorale, alto e frastagliato, è interessato dalla presenza di grotte calcaree, come la Grotta Matrona, e di piccole insenature. La costa tricasina, estesa per circa 8 km dalla Torre del Sasso a levante sino al promontorio del Calino a ponente, comprende le due località di Tricase Porto e Marina Serra.
Confina a nord con il comune di Andrano, a ovest con i comuni di Miggiano, Montesano Salentino e Specchia, a sud con i comuni di Alessano e Tiggiano, a est con il Mare Adriatico.
- Classificazione sismica: zona 4 (sismicità molto bassa), Ordinanza PCM n. 3274 del 21/03/2003

### Clima
Dal punto di vista meteorologico Tricase rientra nel territorio del basso Salento che presenta un clima prettamente mediterraneo, con inverni miti ed estati calde. Le precipitazioni presentano un minimo in primavera-estate ed un picco in autunno-inverno.
Facendo riferimento alla ventosità, i comuni del basso Salento risentono debolmente delle correnti occidentali grazie alla protezione determinata dalle serre salentine che creano un sistema a scudo. Al contrario le correnti autunnali e invernali da sud-est, favoriscono in parte l'incremento delle precipitazioni, in questo periodo, rispetto al resto della penisola.
- Classificazione climatica di Tricase:[6]
  - Zona climatica: C
  - Gradi giorno: 1183

## Origini del nome
Tricase, anticamente forse denominato Treccase, poi Trecase, successivamente Tricasi o Tricasium, dovrebbe il suo nome all'unione di tre casali differenti che, unendosi, avrebbero dato origine ad un unico nucleo abitativo. L'etimologia più accreditata tuttavia traduce il nome Tricase come inter casas, vale a dire, un paese formatosi in mezzo ad altri casali. Secondo una nuova tesi, sostenuta dai documenti portati in luce dal ricercatore in studi Bizantini Giovanni U. Cavallera, l'origine del nome non avrebbe un'etimologia latina bensì greca, facendone risalire la genesi a Demetrios Tricás, giovane funzionario dell'Impero Romano d'Oriente, incaricato di monitorare la situazione del Capo di Leuca.

## Storia
Tricase sorge in una zona ricca di testimonianze preistoriche e megalitiche (menhir, specchie, ecc.). Mancano documenti attendibili per risalire alle primitive vicende di Tricase, che rimangono legate esclusivamente ad alcune versioni, secondo le quali, tra il X e l'XI secolo, esistevano tre casali che, unendosi, determinarono la nascita del primo nucleo abitativo dell'odierna Tricase. Sebbene molti storici sono concordi con questa ipotesi, diversamente lo sono per i nomi dei tre casali: per lo storico Luigi Tasselli i casali si chiamavano Trunco, Monesano e Amito Cuti; per Antonio Micetti Menderano, Voluro e San Nicola; per Girolamo Marciano Abatia, Trunco e Manerano, per Michelangelo d'Elia Trunco, Manerano e Voluro.

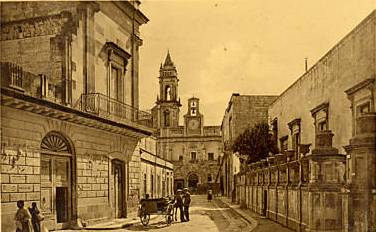
Tricase alla fine del XIX secolo

Le prime informazioni certe si hanno a partire dalla fine del XII secolo, quando era feudatario un certo Demetrio Micetti, i cui successori furono spodestati da Carlo I d'Angiò, dopo la Battaglia di Benevento del 1266, perché sospettati di aver appoggiato gli Svevi. Il feudo di Tricase venne ceduto a Nasone de Galerato verso il 1270, passò poi ad Angelo de Cafalia e in seguito a Goffredo de Lavena. Successivamente fu incluso nel Principato di Taranto e nel 1401 fu concesso in feudo a Raimondello Orsini Del Balzo da Ladislao di Durazzo, re di Napoli. A Raimondello successe il figlio Giovanni Antonio che governò fino al 1419, anno in cui il feudo fu acquistato da Baldassarre ed Antonello Della Ratta. Nel 1480 subì i saccheggi dei Turchi che riuscirono ad espugnare la città di Otranto (Battaglia di Otranto). Nel 1524 Ferdinando II di Napoli concesse a Ludovico Abenavoli la Terra di Tricase. Dopo il 1540, Tricase passò a Pirro Castriota-Scanderbeg, nobile famiglia di origine albanese, e nel 1569 fu venduto a Federico Pappacoda, al quale successe il figlio Cesare. Da Cesare Pappacoda passò, nel 1588, a Scipione Santabarbara che, a sua volta, la rivendette il 20 dicembre dello stesso anno ad Alessandro Gallone.
I discendenti di Alessandro Gallone possedettero il paese fino al 1806, anno di eversione della feudalità. I Gallone si fregiarono del titolo di Principi, ottenuto a Madrid il 24 marzo del 1651 da Filippo IV di Spagna. Di questa importante famiglia si ricorda che Maria Bianca Gallone, ultima Principessa di Tricase, è morta nel 1982.

### Simboli
(Descrizione araldica dello stemma)
(Descrizione araldica del gonfalone)
(Descrizione araldica della bandiera)

## Monumenti e luoghi d'interesse

### Architetture religiose

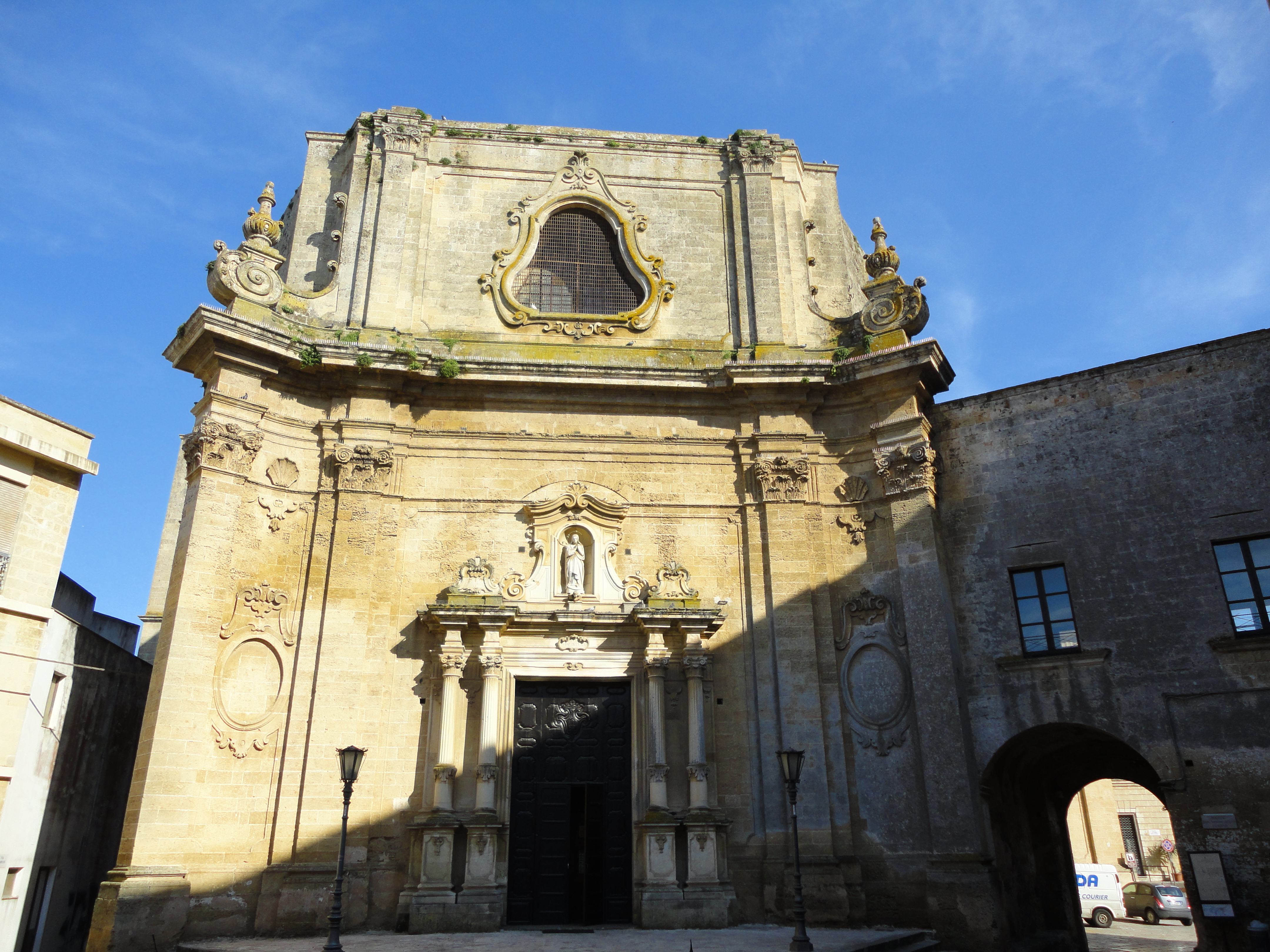
Chiesa Natività della Beata Vergine Maria

- Chiesa madre della Natività della Beata Vergine Maria, fu edificata sul luogo delle precedenti chiese parrocchiali, a partire dal 1736, anno in cui si decise di ampliare la struttura ormai insufficiente per l'accresciuto numero della popolazione. Il progetto di ingrandimento del tempio fu affidato al domenicano fra Tommaso Manieri. I lavori iniziarono, ma di lì a poco vennero sospesi in quanto risultò compromessa la stabilità della struttura. Nel 1763 si affidò l'esecuzione di un nuovo progetto al copertinese Andrea Preite, che nel 1781 consegnò l'edificio al culto. Il completamento della facciata avvenne nel 1785. La chiesa conserva arredi e suppellettili dei precedenti templi, come il rinascimentale fonte battesimale e tele del XVI-XVII secolo[12].

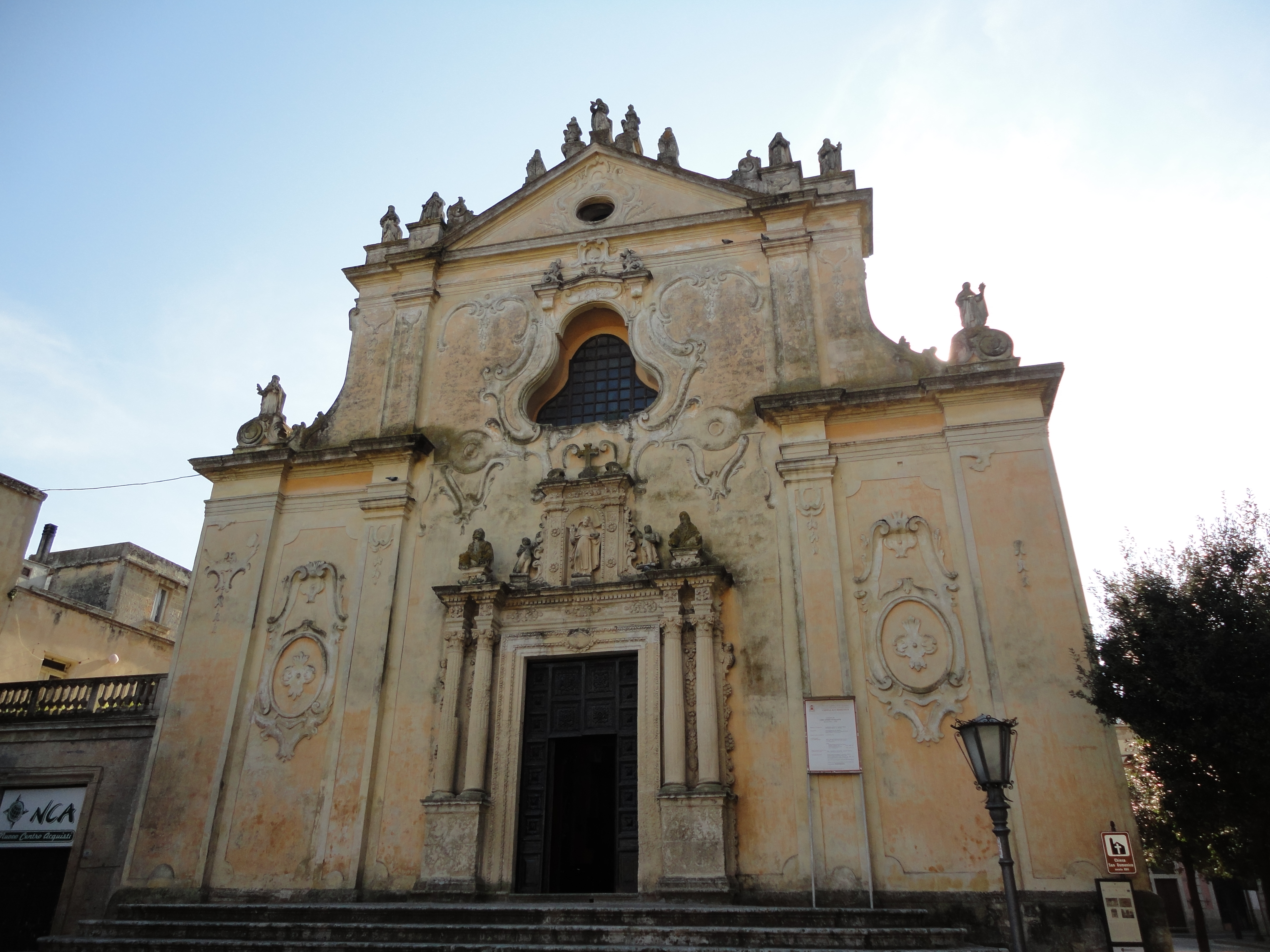
Chiesa di San Domenico

- Chiesa di San Domenico, è annessa al convento dei Domenicani, la cui fondazione è attestata nel XV secolo. La chiesa fu edificata tra il 1679 e il 1704, su un preesistente impianto devastato più volte dai Turchi tra XV e XVI secolo. La facciata, ultimata nel XVIII secolo, presenta un portale sormontato dalla statua di San Domenico di Guzmán e dai busti di San Pietro e San Paolo, titolari del convento. L'interno, a navata unica, è scandito da otto profonde cappelle intervallate da statue policrome di santi domenicani. In fondo alla navata, dietro all'altare maggiore, è collocato il coro, intagliato in legno di noce, realizzato dal tricasino Oronzo Pirti[13].

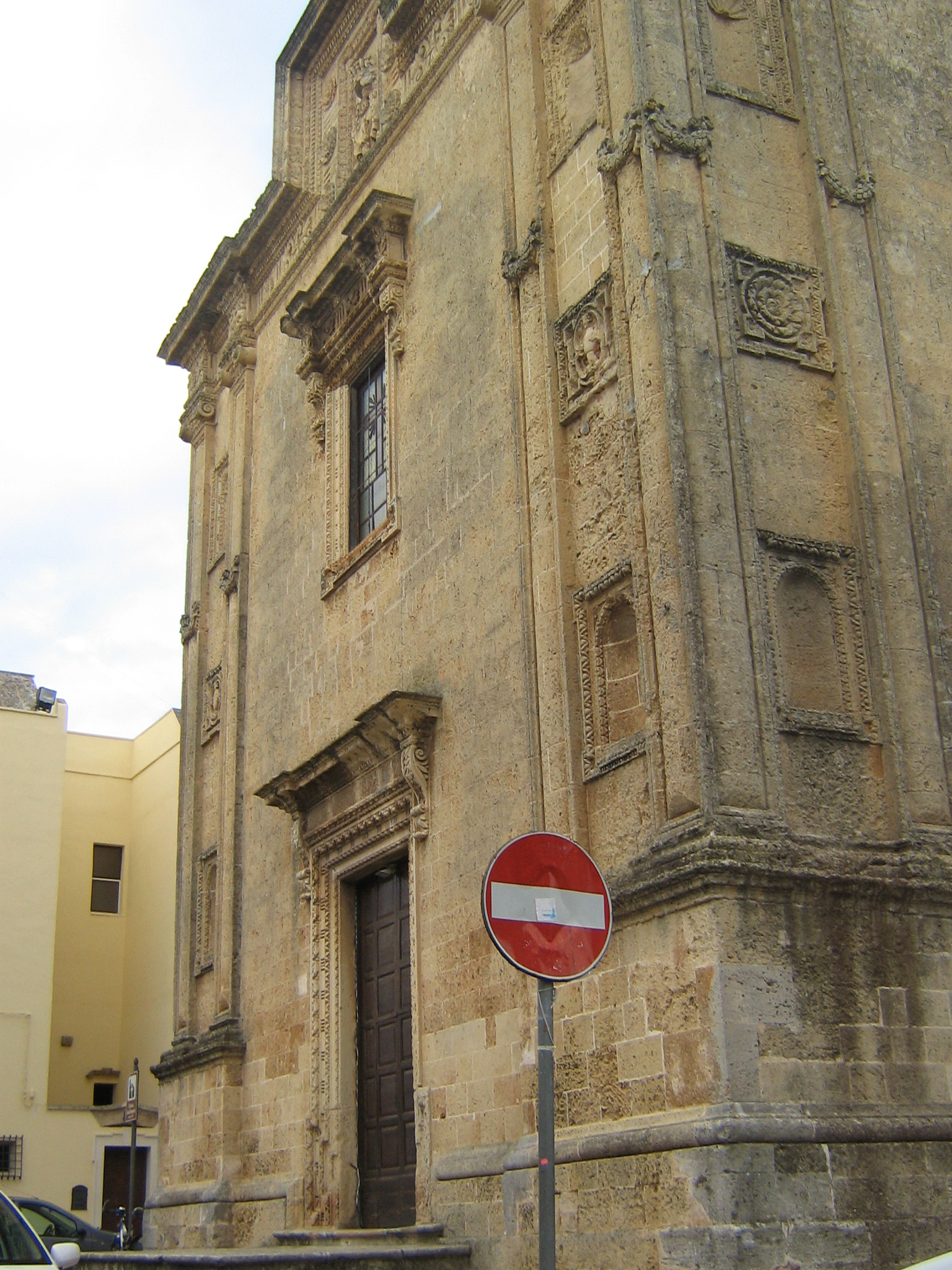
Chiesa di San Michele Arcangelo

- Chiesa di San Michele Arcangelo, fu commissionata nel 1624 da Cesare Gallone, figlio del barone Alessandro. Dubbia è la paternità dell'opera, attribuita da Paone a Mastro Marcello da Lecce; Calvesi e Manieri-Elia attribuiscono invece tale paternità a Giovanni Maria Tarantino di Nardò. Presenta una facciata irrobustita agli angoli da pilastri con paraste terminanti in capitelli ionici e un coronamento, in stile catalano-durazzesco, che incornicia lo stemma dei Gallone. L'interno è a navata unica con volta a spigolo, impreziosita da elaborate chiavi di volta in pietra leccese e festoni. L'altare maggiore è dominato da una grande statua policroma dell'Arcangelo Michele che atterra il drago[12].

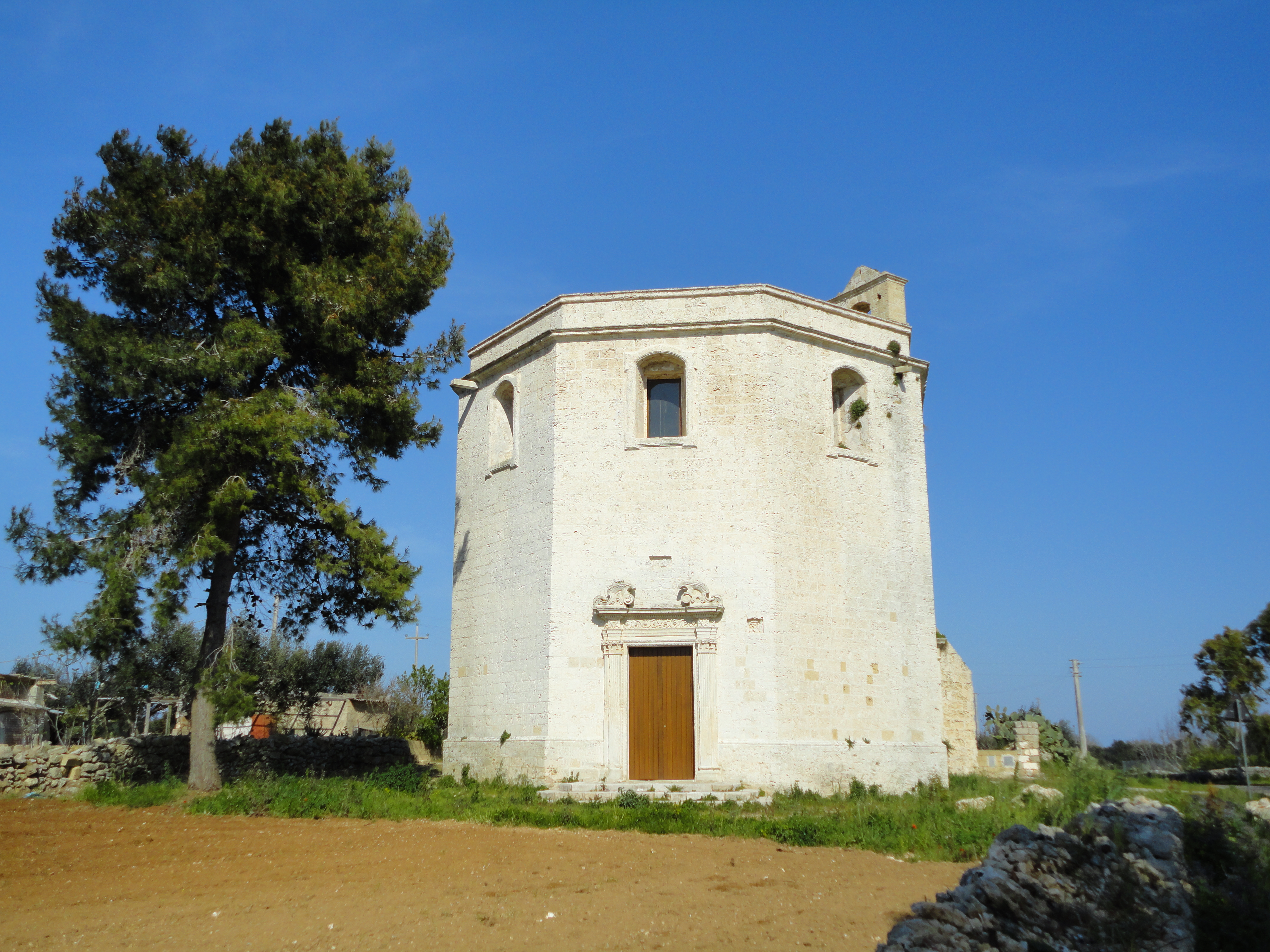
Chiesa Madonna di Costantinopoli

- Chiesa della Madonna di Costantinopoli, fu edificata nel 1685 da Jacopo Francesco Arborio Gattinara, marchese di San Martino, così come riportato sull'architrave dell'ingresso principale. È conosciuta anche come chiesa Nuova o chiesa dei Diavoli, per via di una leggenda che la vuole edificata dal diavolo in una notte a seguito di una scommessa. Possiede un'insolita forma ottagonale, scandita all'interno da arcate a tutto sesto. Per tutto il XVIII secolo la chiesa venne officiata; il progressivo decadere dell'edificio spinse il vescovo Masselli ad interdirla al culto nel 1878. Nel 1966 fu acquistata dall'amministrazione comunale che, agli inizi del XXI secolo, ha provveduto al restauro[14].

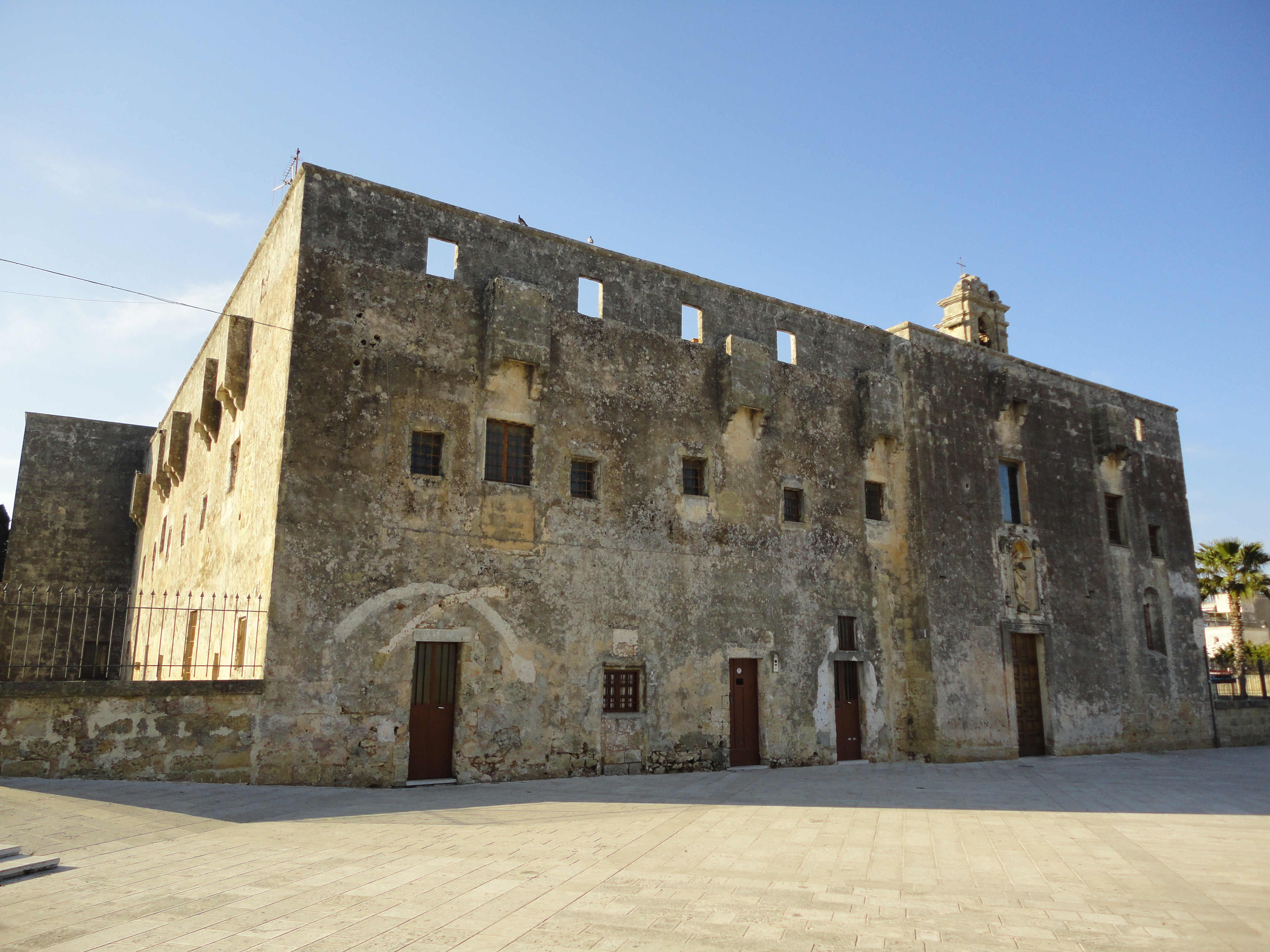
Convento dei Cappuccini

- Chiesa e convento dei Cappuccini, furono edificati nel 1578. La chiesa presenta una semplice facciata, arricchita solo da una nicchia barocca contenente la statua dell'Immacolata. Alla base della nicchia è incisa la data 1784, anno in cui la chiesa fu interessata da lavori di ristrutturazione e rinnovamento. In corrispondenza della finestra e della porta d'ingresso è posta una caditoia a scopo difensivo, elemento presente anche su tutto il perimetro del convento. L'interno, a navata unica, custodisce un altare maggiore ligneo, finemente intarsiato, e numerose tele distribuite lungo i muri laterali.

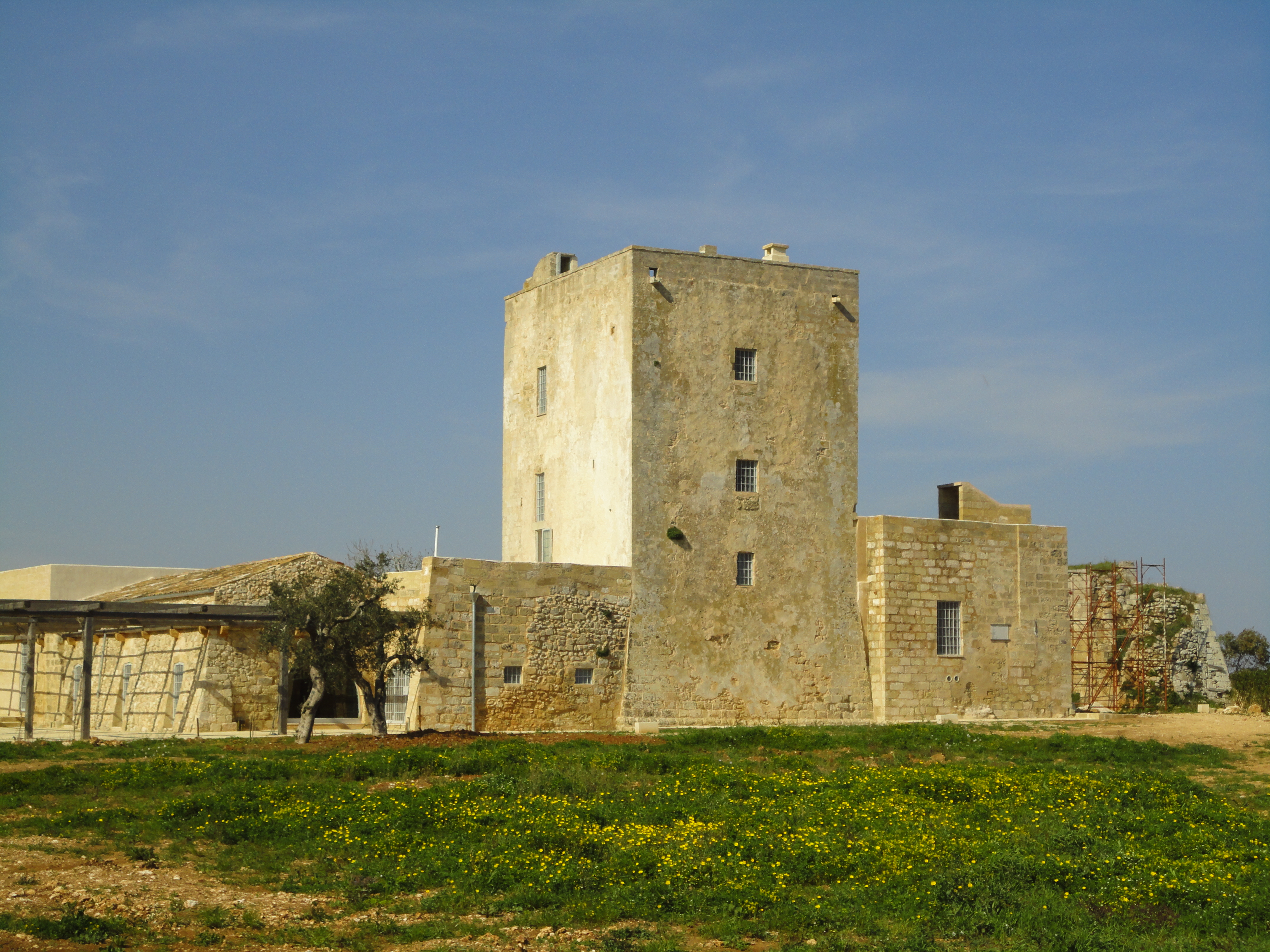
Abbazia del Mito

- Abbazia di Santa Maria del Mito, nota anche con la desinenza "de Amito", è un complesso abbaziale fondato dai monaci italo-greci tra l'VIII e il IX secolo. Nel tempo, l'abbazia si evolse in un notevole centro di cultura e diventò una masseria totalmente autosufficiente. Da un documento del 1533 si apprende che l'Universitas di Tricase ricorse persino a Carlo V per assumere le sue difese. Nel Seicento la situazione del complesso fu misera a causa delle scorrerie dei pirati e delle continue spartizioni e invasioni di terreni fra i feudi circostanti. Nei secoli successivi la situazione degradò sempre più, fino al completo abbandono della struttura. Dell'abbazia resta molto poco, nell'ordine di ruderi e lacerti di murature. Ben conservata è la torre colombaia[15].
- Cappella della Madonna di Loreto, risale al XVIII secolo. Presenta una sobria facciata, sul cui portale è affrescata l'immagine della Vergine. L'interno, ad aula unica, è caratterizzato da un pavimento a mosaico eseguito nel 1879 dai fratelli Peluso. Conserva un piccolo altare, sovrastato da una tela riproducente la "Madonna col Bambino", e una statua lignea della Madonna di Loreto.
- Chiesa di Santa Lucia, risale al XVII secolo ed è sede della Confraternita di Santa Lucia - San Rocco istituita il 24 febbraio 1940.
- Santuario Madonna dell'Assunta, risale al XVI secolo ed è situato nella località di Marina Serra[16].
- Cripta della Madonna del Gonfalone, fu scavata dai monaci italo-greci nel banco roccioso tra IX e XI secolo. È situata nel rione di Sant'Eufemia.

### Architetture militari

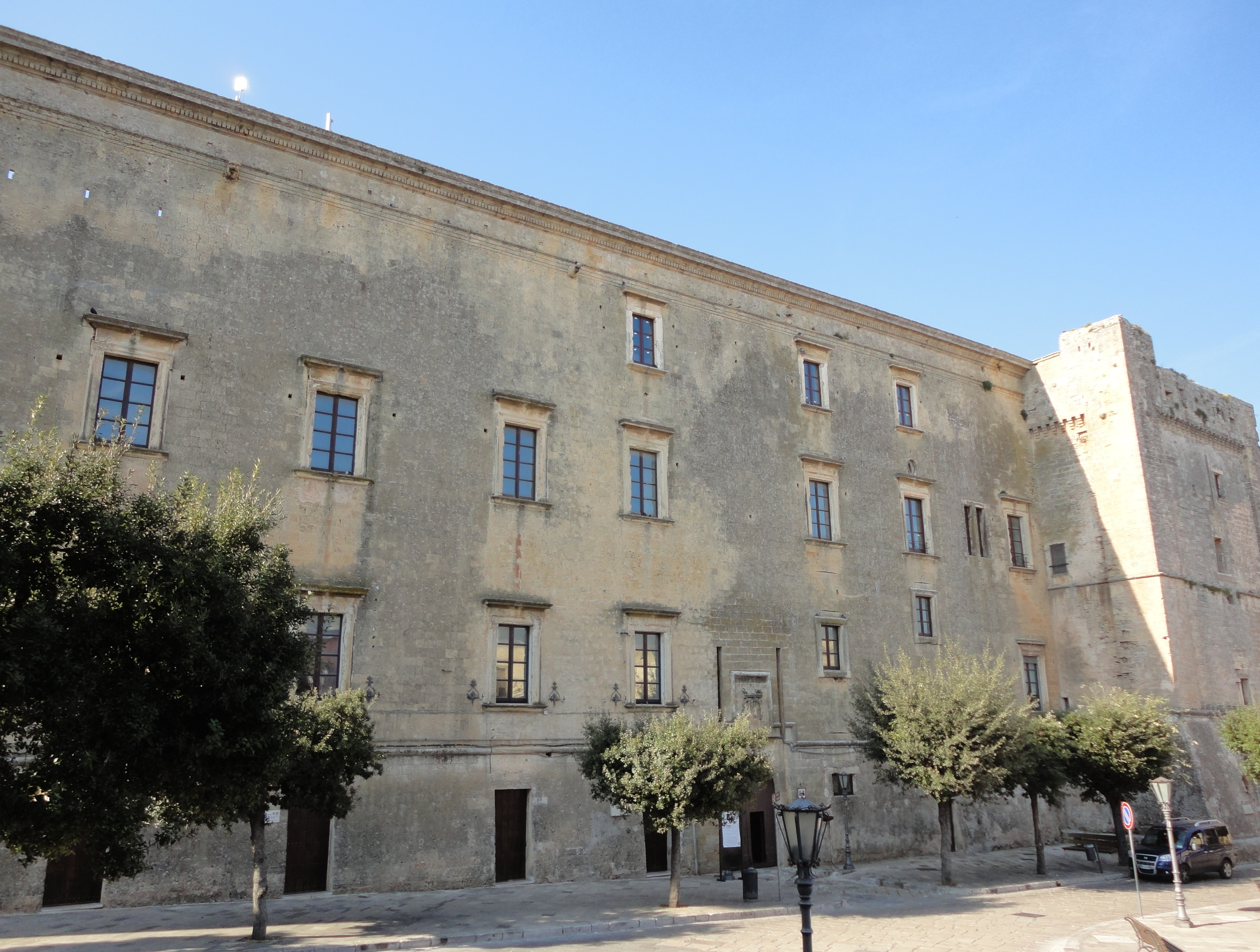
Palazzo Gallone
Il nucleo più antico del castello è costituito dal grande torrione posto a sud-est, a base scarpata e difeso da garitte e caditoie. Fu edificato nel XV secolo ed era dotato di un recinto fortificato e un ponte levatoio, secondo i dettami dell'architettura militare dell'epoca. La realizzazione della Torre Maestra viene tradizionalmente ascritta alla volontà del principe Giovannantonio Del Balzo Orsini. Le prigioni collocate all'interno conservano ancora i graffiti dei prigionieri. Il Castello vero e proprio era inserito poi tra la Torre maestra e la torre piccola e fu adeguato e trasformato seguendo le nuove scoperte ossidionali alla fine del XV secolo. Della struttura tardo-quattrocentesca realizzata, dopo le devastazioni da parte dei turchi della Terra d'Otranto, rimane ancora parte della scarpata e del redondone torato, oltre ad alcuni ambienti voltati a botte al piano terra. Una cinta muraria con fossato, lunga 400 metri, completava il sistema di difesa del borgo insieme ad altre torri più piccole. A partire dal 1660, Stefano Gallone, principe di Tricase, ottenuti in permuta dall'Universitas il torrione e la vicina torre a ovest, iniziò la costruzione del palazzo sui resti di una preesistente dimora baronale. Utilizzando i massi della cortina muraria esistente fece realizzare il fronte del nuovo palazzo di aspetto austero, ingentilito da decorazioni nel portale sormontato dallo stemma dei Gallone. La facciata orientale si articola su tre piani e presenta un elegante loggiato archivoltato. All'interno, gli ambienti del pian terreno ospitavano un mulino, un forno, le stalle e i magazzini. Il piano nobile disponeva di cinque appartamenti e una sala del trono. A ricordare il fasto dei ricchi arredi rimangono i portali, le volte, i caminetti, gli stemmi, i fregi e due soffitti lignei. Numerosi ampliamenti furono commissionati tra Settecento e Ottocento, come la costruzione dell'ala a sud-ovest che inglobò la torre piccola, poi demolita nel 1960.

#### Castelli

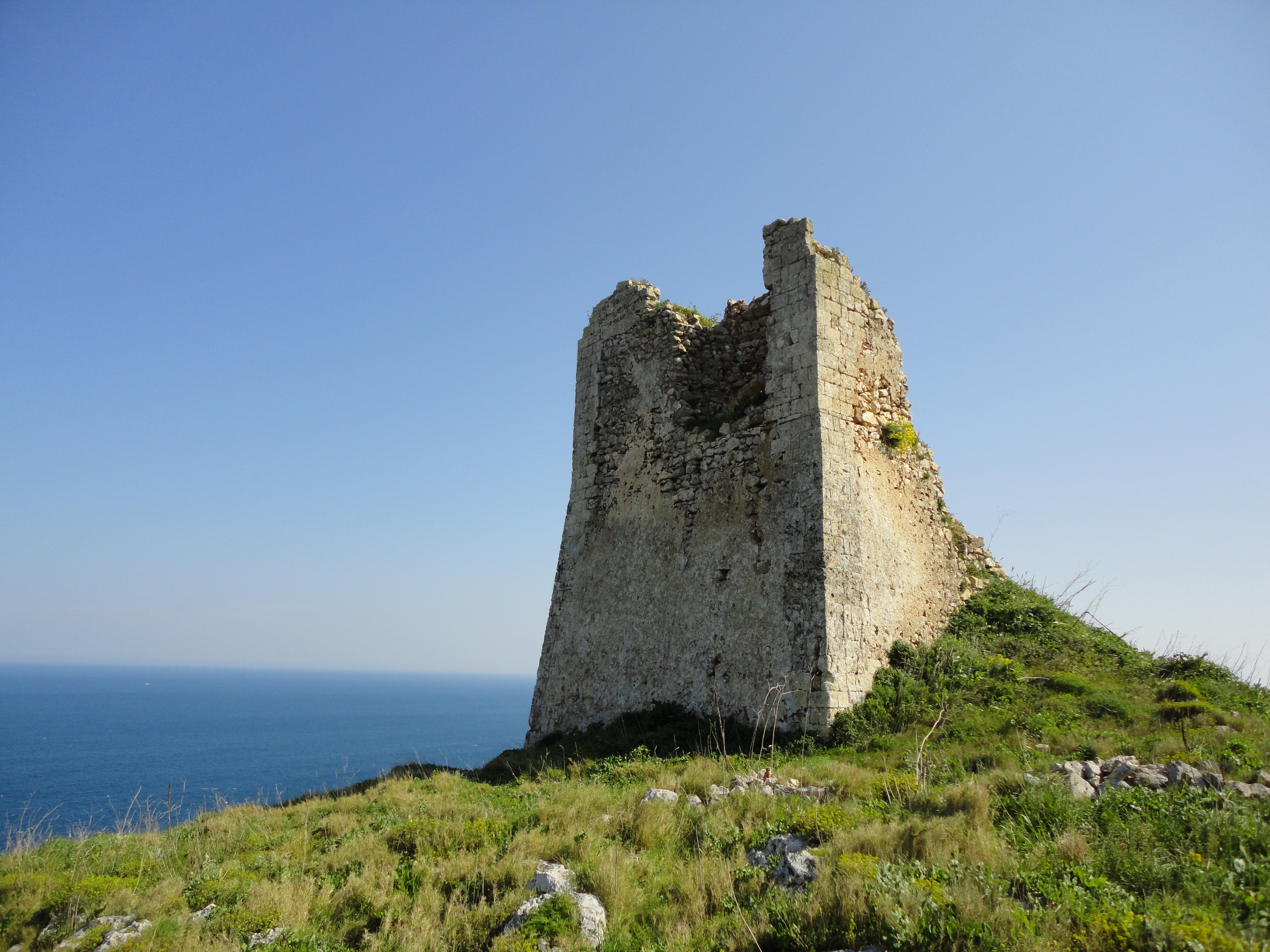
Torre del Sasso

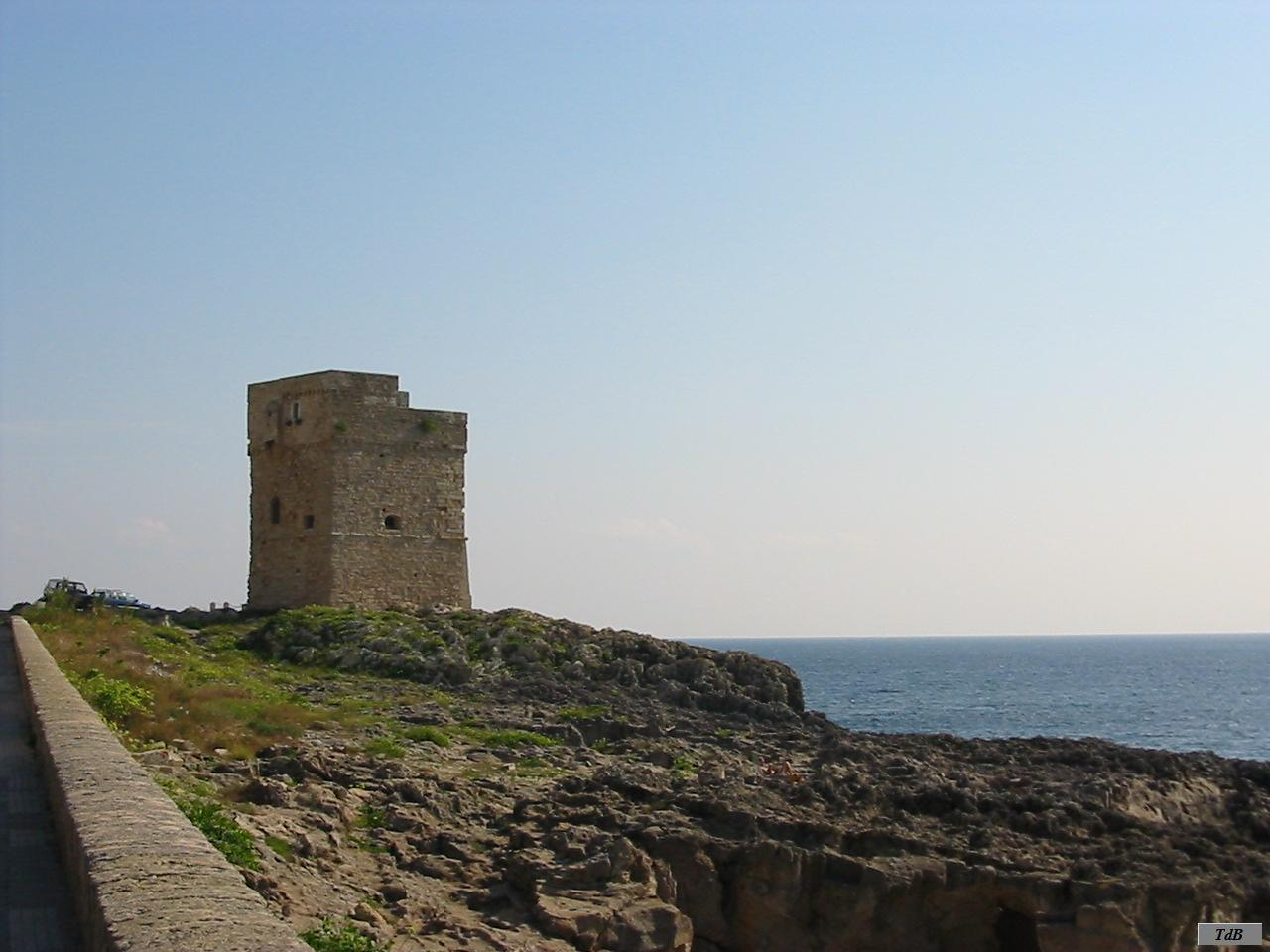
Torre Palane

- Castello di Tutino
- Castello di Caprarica

#### Torri costiere
- Torre del Sasso
- Torre del Porto di Tricase
- Torre Palane

### Aree naturali
- Boschetto di Tricase e Quercia dei Cento Cavalieri, ricadente nel Parco naturale regionale Costa Otranto - Santa Maria di Leuca e Bosco di Tricase, custodisce esemplari maestosi e plurisecolari di quercia vallonea che in questa area trova le condizioni pedoclimatiche ottimali per la sua riproduzione spontanea. È l'unico bosco di Quercus macrolepis presente in Italia ed in generale all'avamposto più occidentale di questa specie in Europa. L'area a maggiore densità di vallonee gravita verso il mare, ovvero l'area compresa tra la Serra del Mito, Tricase Porto e Marina Serra, confermando le esigenze ecologiche, pedologiche e antropiche della specie, diffusa specialmente sulle creste delle serre e sui terreni impervi digradanti verso il mare. Un esemplare plurisecolare di quercia vallonea, nota con il nome di Quercia dei Cento Cavalieri, risale al XIV secolo e si innalza lungo la strada Tricase-Tricase Porto; il tronco ha una circonferenza di 4,25 m e la chioma occupa una superficie di circa 700 m²[19].
- Canale del Rio, è una stretta insenatura naturale di origine erosiva fra Tricase Porto e Marina Serra, le cui pareti cadono a strapiombo sul mare. Il tratto interno è parzialmente antropizzato, organizzato in sistemi di terrazze coltivate ad ulivi e dominato, nei tratti più impervi e rocciosi, da pino d'Aleppo e da un folto sottobosco arbustivo; lungo le sponde del tratto di canale più prossimo al mare, invece, sono presenti formazioni vegetali a macchia.
- La Serra e il promontorio del Calino, la serra è un promontorio roccioso, che dall'abitato di Tricase degrada verso il mare e cinge la località di Marina Serra con il promontorio del Calino. Si caratterizza per la presenza di diverse specie vegetali; a valle si estendono campi a seminativo, i pendii più lievi sono organizzati con sistemi di terrazzamenti ad uliveto e muretti a secco di contenimento, mentre quelli più ripidi e scoscesi sono interessati da una pineta di pino d'Aleppo e da formazioni arboree di leccio, quercia vallonea e terebinto. In prossimità del mare, sul costone roccioso a strapiombo, sono presenti l'alisso di Leuca, la scrofularia pugliese, la campanula pugliese e il fiordaliso di Leuca.
- Bosco Guarini
- Bosco Macchia di Ponente
- Il coralligeno: la costa Otranto-Santa Maria di Leuca è caratterizzata dalla presenza di biocostruzioni di alghe coralline (marciapiede di Lithophyllum) che crescono nella zona immediatamente sottostante al livello del mare. Tale area ospita grandi estensioni di formazioni di alghe (coralligeno) che rientrano nella categoria Reefs della Direttiva Habitat dell'Unione europea. Inoltre, in molte parti di questo tratto di costa, le formazioni coralligene sono presenti anche sul fondo marino, e non solo lungo la linea di riva. Sono presenti anche in altre parti del Mediterraneo, ma sono state scoperte lungo il litorale di Tricase tra Otranto e Leuca e sono chiamate per questo "coralligeno di Tricase".[20]

## Società

### Evoluzione demografica
Abitanti censiti

### Etnie e minoranze straniere
Gli stranieri residenti a Tricase al 31 dicembre 2023 sono 461. La comunità straniera più numerosa è quella proveniente dalla Romania (97) seguita dal Pakistan (37) e dalla Repubblica Popolare Cinese (29).

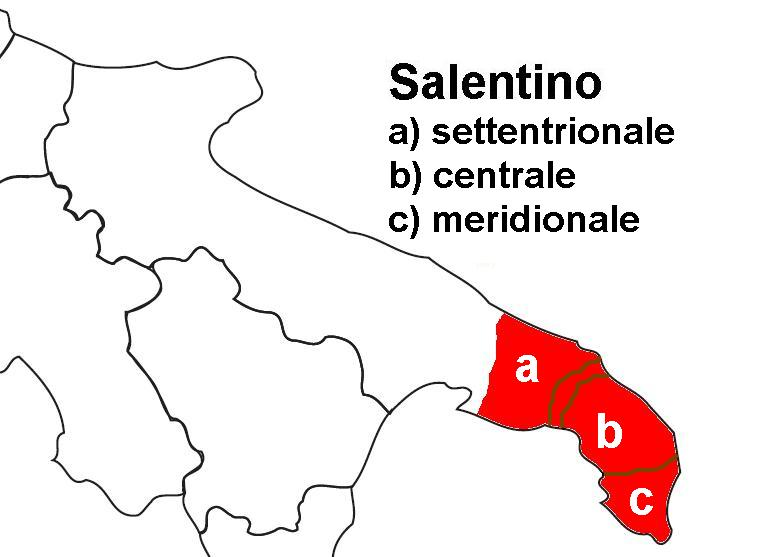
Diffusione del dialetto salentino

### Lingue e dialetti
Il dialetto parlato a Tricase è il dialetto salentino nella sua variante meridionale. Il dialetto salentino, appartenente alla famiglia delle lingue romanze e classificato nel gruppo meridionale estremo, si presenta carico di influenze riconducibili alle dominazioni e ai popoli stabilitisi in questi territori nei secoli: messapi, greci, romani, bizantini, longobardi, normanni, albanesi, francesi, spagnoli.

### Istituzioni, enti e associazioni
A Tricase è sita l'Azienda ospedaliera Cardinale Giovanni Panico, struttura ad alta specializzazione nel trattamento delle patologie ematologiche, pediatriche e neurologiche. È punto di riferimento regionale per i trapianti di midollo osseo e per la cura delle malattie neurodegenerative. La fondazione Cardinale G. Panico gestisce un hospice "casa di betania" per le cure palliative dei malati terminali.

## Cultura

### Istruzione
- Liceo G. Stampacchia
- Liceo Girolamo Comi
- Istituto tecnico Don Tonino Bello

#### Biblioteche
- Biblioteca di Tricase
- Biblioteca provinciale "Girolamo Comi" - Lucugnano

#### Scuole
Nel comune di Tricase sono presenti tre poli didattici che raggruppano Scuole dell'infanzia, tre Scuole primarie e tre scuole secondarie di primo grado. Hanno sede, inoltre, varie Scuole secondarie di secondo grado.

### Eventi
- Salento International Film Festival - ogni anno a settembre

Nel 2019 Tricase è stata insignita, da parte del Ministero della saluta su proposta della nota fondazione Gigi Ghirotti, del titolo di "Città del sollievo"  i cui requisiti fondamentali sono l’avere sul proprio territorio realtà socio-sanitarie dedite alla ricerca, al ricovero, alla cura, all’accoglienza della persona sofferente.

## Geografia antropica

### Suddivisioni storiche
Il territorio comunale comprende Tricase, capoluogo con i rioni di Caprarica del Capo, Sant'Eufemia, Tutino, Tricase Porto e Marina Serra, e le frazioni di Depressa e Lucugnano. Fino al 1992 anche i rioni di Caprarica, Sant'Eufemia e Tutino avevano lo status di frazione; oggi rappresentano, insieme all'originario capoluogo, un unico agglomerato urbano.

### Frazioni
- Lucugnano

Posta a 104 metri s.l.m., conta 1 714 abitanti. È situata a ovest del capoluogo comunale, da cui dista 4 km. Possiede un'economia basata principalmente sull'agricoltura e sull'artigianato. Tipica è la produzione di ceramiche artigianali. A Lucugnano visse, dando vita a molte delle sue numerose composizioni poetiche, Girolamo Comi. In quella che fu la sua dimora, ha sede l'omonima biblioteca provinciale.
- Depressa

Posta a 108 metri s.l.m., conta 1 541 abitanti. È situata a nord del capoluogo comunale, da cui dista 3,5 km. Ha antiche origini; la prima notizia ufficialmente documentata risale al 1269.

## Economia
L'economia locale si basa attualmente sull'artigianato, sul commercio al dettaglio, e soprattutto sui servizi di natura comprensoriale. Il comune di Tricase fa parte del Distretto Calzaturiero di Casarano che rappresenta il secondo polo pugliese della calzatura, insieme a quello Nord barese ofantino, ed è una delle aree a maggior vocazione calzaturiera dell'intero territorio nazionale. Tuttavia, la crisi del TAC (industria tessile, abbigliamento e calzaturiero), esplosa tra il 2002 ed il 2008, ha comportato una drastica riduzione del settore. Essendo il centro più popoloso del basso Salento, è anche il centro commerciale e dei servizi (banche, assicurazioni, trasporti, security). La presenza dell'azienda ospedaliera "Fondazione Cardinale Panico" è rilevante per l'indotto che produce. Un apprezzabile apporto è dato, inoltre, dalla pesca e dal settore turistico; il porto di Tricase è attrezzato per ospitare circa 200 barche dai 5 ai 15 metri.
Il comune fa parte all'associazione borghi autentici d'Italia. 
Attività caratterizzante l'economia locale è l'arte della creta, principalmente legata alla frazione di Lucugnano, favorita dalla presenza nel territorio di sedimenti di argilla di diverso colore particolarmente adatti all'arte figula.

## Infrastrutture e trasporti

### Strade
I collegamenti stradali che interessano il comune sono:
- Strada statale 16 Adriatica;
- Strada statale 275 di Santa Maria di Leuca, Maglie-Santa Maria di Leuca;
- Strada Provinciale 75; Tricase-Lucugnano-Specchia;
- Strada Provinciale 81, Andrano-Depressa-Tricase-Tiggiano;
- Strada Provinciale 178, Tricase-Montesano Salentino-intersezione Strada Statale 275;
- Strada Provinciale 182, Tricase-Marina Serra;
- Strada Provinciale 184, Tricase-intersezione Strada Statale 275 -Alessano;
- Strada provinciale 306, Tricase-Tricase Porto;
- Strada provinciale 335, Circonvallazione di Tricase.

### Ferrovie
Il comune di Tricase è servito dall'omonima stazione ferroviaria posta sulla linea ferroviaria Zollino-Gagliano del Capo gestita dalle Ferrovie del Sud Est.

## Amministrazione
Di seguito è presentata una tabella relativa alle amministrazioni che si sono succedute in questo comune.
| Periodo         | Periodo          | Primo cittadino           | Partito                                                                                                 | Carica              | Note   |
| --------------- | ---------------- | ------------------------- | --- | ------------------- | ------ |
| 21 luglio 1988  | 6 aprile 1991    | Alfredo Codacci Pisanelli | Democrazia Cristiana                                                                                    | Sindaco             | [ 30 ] |
| 6 aprile 1991   | 21 giugno 1993   | Giovanni Zocco            | Democrazia Cristiana                                                                                    | Sindaco             | [ 30 ] |
| 21 giugno 1993  | 29 novembre 1996 | Luigi Ecclesia            | Partito Socialista Italiano                                                                             | Sindaco             | [ 30 ] |
| 2 dicembre 1996 | 28 aprile 1997   | Michele Marcuccio         | | Comm. straordinario | [ 30 ] |
| 28 aprile 1997  | 28 maggio 2001   | Luigi Ecclesia            | centro-destra                                                                                           | Sindaco             | [ 30 ] |
| 28 maggio 2001  | 13 giugno 2006   | Antonio Giuseppe Coppola  | Partito Popolare Italiano                                                                               | Sindaco             | [ 30 ] |
| 13 giugno 2006  | 24 luglio 2007   | Antonio Giuseppe Coppola  | centro-sinistra                                                                                         | Sindaco             | [ 30 ] |
| 24 luglio 2007  | 15 aprile 2008   | Rosa Maria Simone         | | Comm. straordinario | [ 30 ] |
| 15 aprile 2008  | 22 luglio 2011   | Antonio Giuseppe Musarò   | lista civica                                                                                            | Sindaco             | [ 30 ] |
| 22 luglio 2011  | 22 maggio 2012   | Guido Aprea               | | Comm. straordinario | [ 30 ] |
| 22 maggio 2012  | 26 giugno 2017   | Antonio Giuseppe Coppola  | lista civica: Per la Terra di Leuca, SEL, PD, lista civica: Per Tricase                                 | Sindaco             | [ 30 ] |
| 26 giugno 2017  | 28 giugno 2020   | Carlo Chiuri              | lista civica                                                                                            | Sindaco             | [ 30 ] |
| 06 ottobre 2020 | In corso         | Antonio De Donno          | lista civica: Tricase Futuro Comune lista civica: Tricase Responsabile, lista civica: Siamo Tricase, PD | Sindaco             | [ 30 ] |

### Altre informazioni amministrative
Il comune fa parte del Consorzio Intercomunale Capo Santa Maria di Leuca.

## Sport

### Calcio

La squadra di calcio del nella stagione 1975-1976

La principale squadra di calcio della città è l'Associazione Sportiva Dilettantistica Atletico Tricase, squadra attualmente militante nel campionato di Promozione pugliese dopo aver disputato cinque tornei consecutivi in Serie C2 tra il 1997 ed il 2002. I colori sociali sono il rosso e il blu. La squadra gioca le sue partite interne presso lo stadio comunale "San Vito".
Altre squadre militano in campionati amatoriali.

### Altri sport
- Virtus Tricase, squadra di pallavolo; negli anni ottanta militò in Serie B e venne rifondata nel 2003 con il nome di "Nuova Virtus Tricase" e milita nel campionato di B maschile.
- Fulgor Tricase, squadra di pallavolo; partecipa dal 2019 al campionato A3.
- Mountain Bike: L'ASD MTB Tricase è attiva da anni nel settore Ciclismo Fuoristrada. Oltre al reparto "Racing Team, che partecipa a gare dilettantistiche locali, Regionali e Nazionali, sono da tempo attivi con escursioni in MTB in tutto il Salento; Creazione, recupero e manutenzione della sentieristica locale; Mappatura sentieristica su mappe cartografiche OpenStreetMap; Rilevamento delle criticità ambientali e paesaggistiche.
- Table Tennis Club Tricase, società sportiva di tennis tavolo.
- Rugby Tricase, squadra di rugby che dal 2014 è attiva principalmente nel settore giovanile.